# オンダロア
オンダロア(Ondarroa)は、スペイン・バスク州ビスカヤ県のムニシピオ（基礎自治体）。コマルカ（郡）としてはレア＝アルティバイの構成自治体のひとつである。

## 地理
ビスケー湾のカンタブリア海に面しており、小規模な港を持つ。県都ビルバオからは1時間ほどの距離にある。サンティアゴ・カラトラバによって設計されたイトゥサス・アウレ橋がアルティバイ川に架かっている。15世紀末に建設されたゴシック様式のサンタ・マリア教会や、中世におけるバスク地方の伝統的建築であるトーレ・リコナが観光名所となっている。

## 政治
2011年の地方選挙の政党別獲得議席数は、2,957票のビルドゥが9議席、1,531票のバスク民族主義党(EAJ-PNV)が4議席、184票の国民党(PP-PV)と114票のバスク社会党(PSE-EE)が獲得議席なしだった。
| 2011年自治体選挙           | 2011年自治体選挙 | 2011年自治体選挙 |
| 政党                       | 得票数           | 議席数           |
| -------------------------- | ---------------- | ---------------- |
| ビルドゥ                   | 2,957            | 9                |
| バスク民族主義党 (EAJ-PNV) | 1,531            | 4                |
| バスク社会党 (PSE-EE)      | 184              | 0                |
| 国民党 (PP)                | 114              | 0                |

## 出身人物
- リカルド・ガツァガエチェバリア – 政治家。バスク民族主義党。
- チョミン・アギーレ - 聖職者・作家（カスティーリャ語・バスク語）。
- キルメン・ウリベ – バスク語作家。2009年に『ビルバオ-ニューヨーク-ビルバオ』[1]でスペイン国民小説賞受賞。
- ペドロ・マリア・デ・ウナヌエ – テノール歌手。
- アイツォル・アラマイオ – 映画監督。
- エニャウト・スビカライ – サッカー選手。
- イニゴ・マルティネス – サッカー選手。スペイン代表。

## 姉妹都市
- イタリア サンタ・フラーヴィア

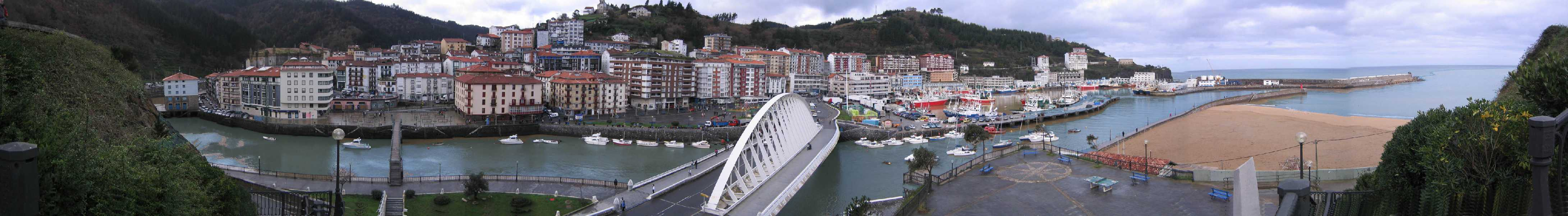
オンダロア市街地のパノラマ。手前はカラトラバによるイトゥサス・アウレ橋

- 西サハラ Borj